# Brigita Brezovac
 Brigita Brezovac, slovenska bodibilderka, * 24. september 1979, Ptuj, Slovenija.

## Kariera
Z bodibildingom se je začela amatersko ukvarjati pri štirinajstih letih, navdušila sta jo Corinna Everson in Anja Langer. 2001 je zaradi poškodbe prešla v drugo kategorijo Miss Fitness, leta 2004 pa so jo na svetovnem prvenstvu IBFA v Kopru ponovno premestili v kategorijo Miss Bodybuilding, kjer je osvojila prvo mesto. Profesionalnih tekmovanj se je udeleževala v letih 2010–2013, potem pa je s tekmovanji prenehala.

## Dosežki
- 2001 World championship IBFA Koper (Miss Body Building) - 4. mesto
- 2004 World championship IBFA Koper  (Miss Body Building) - 1. mesto
- 2004 Grand Prix Trofeo Athenas Venezia (Miss Body Building) - 2.mesto
- 2005 European championship NABBA Solingen, Nemčija (Miss Physique) - 2. mesto
- 2005 European championship IBFA Sapri, Italija (Miss Physique) - 1. mesto
- 2006 World championship Universe WPF Le Grande Motte, Francija (Miss Physique) - 1. mesto
- 2007 World championship Universe NABBA Southport, Velika Britanija (Miss Physique) - 2. mesto
- 2006 Slovenian Open IBFA Maribor, Slovenija (Miss Bodybuilding) - 1. mesto
- 2006 World championship IBFA Las Vegas, ZDA (Miss Bodybuilding) - 1. mesto
- 2006 World championship IBFA Las Vegas, ZDA (Mixed pairs) - 1. mesto
- 2006 World championship Universe NAC Cuxhaven, Nemčija (Miss Body) - 1. mesto
- 2007 Grand Prix Dionysopolis Balchik, Bolgarija (Miss bodybuilding) - 1. mesto
- 2007 Grand Prix Due Torri Bologna, Italija (Miss hard) - 3. mesto
- 2007 World championship Universe NAC Hamburg, Nemčija (Miss Body) - 1. mesto
- 2009 Grand Prix Dionysopolis Balchik, Bolgarija (Miss bodybuilding) - 1. mesto
- 2009 Worlds Women Championship Como, Italija (Bodybuilding, heavy weight) - 2. mesto
- 2010 IFBB Tampa Pro - 1. mesto
- 2010 IFBB Europa Battle of Champions - 1. mesto
- 2010 IFBB Ms. Olympia - 10. mesto
- 2011 IFBB Toronto Pro Super Show - 1. mesto
- 2011 IFBB Pro Bodybuilding Weekly Championships - 3. mesto
- 2011 IFBB Ms. Olympia - 3. mesto
- 2012 IFBB Ms. International - 6. mesto
- 2012 IFBB Ms. Olympia - 5. mesto
- 2013 IFBB Ms. International - 4.mesto
- 2013 IFBB Ms. Olympia - 5. mesto